# Cabuyaro (kommun)
Cabuyaro är en kommun i Colombia.   Den ligger i departementet Meta, i den centrala delen av landet, 130 km öster om huvudstaden Bogotá. Antalet invånare är 3 660.